# Webster Young
Pour les articles homonymes, voir Young.
Webster English Young (né le 3 décembre 1932 –décédé le 13 décembre 2003) était un trompettiste et cornettiste de jazz américain.
Young était remarqué pour son jeu lyrique ; il a enregistré, parmi d'autres, avec John Coltrane, Dexter Gordon, Hampton Hawes, Jackie McLean ainsi qu'Ike et Tina Turner. Comme leader, son principal album For Lady reprend des compositions de Billie Holiday.
Webster Young devint aussi enseignant de la théorie de la musique à l'Université du District de Columbia; il dirigeait également l'orchestre du "District of Columbia Music Center".

## Albums
- For Lady (Prestige 1957)
- Webster Young Plays the Miles Davis Songbook: Volumes 1 and 2 (VGM 1961)